# María Cangá
María Magda Cangá Valencia (27 de septiembre de 1962-9 de agosto de 2023) fue una deportista ecuatoriana que compitió en judo. 
Ganó dos medallas en los Juegos Panamericanos, bronce en 1987 y plata en 1991. Fue abanderada de Ecuador, en la ceremonia de apertura de los Juegos Olímpicos de Barcelona 1992.
Tras retirarse de las competencias, se dedicó a ser formadora de deportistas y hasta sus últimos años se desempeñó como profesora de cultura física en colegios. Falleció producto de un cáncer, a la edad de 60 años, el 9 de agosto de 2023.

## Palmarés internacional
| Juegos Panamericanos | Juegos Panamericanos          | Juegos Panamericanos | Juegos Panamericanos |
| Año                  | Lugar                         | Medalla              | Categoría            |
| -------------------- | ----------------------------- | -------------------- | -------------------- |
| 1987                 | Indianápolis (Estados Unidos) | Medalla de bronce    | –72 kg               |
| 1991                 | La Habana (Cuba)              | Medalla de plata     | –72 kg               |